# Suelo (urbanismo)

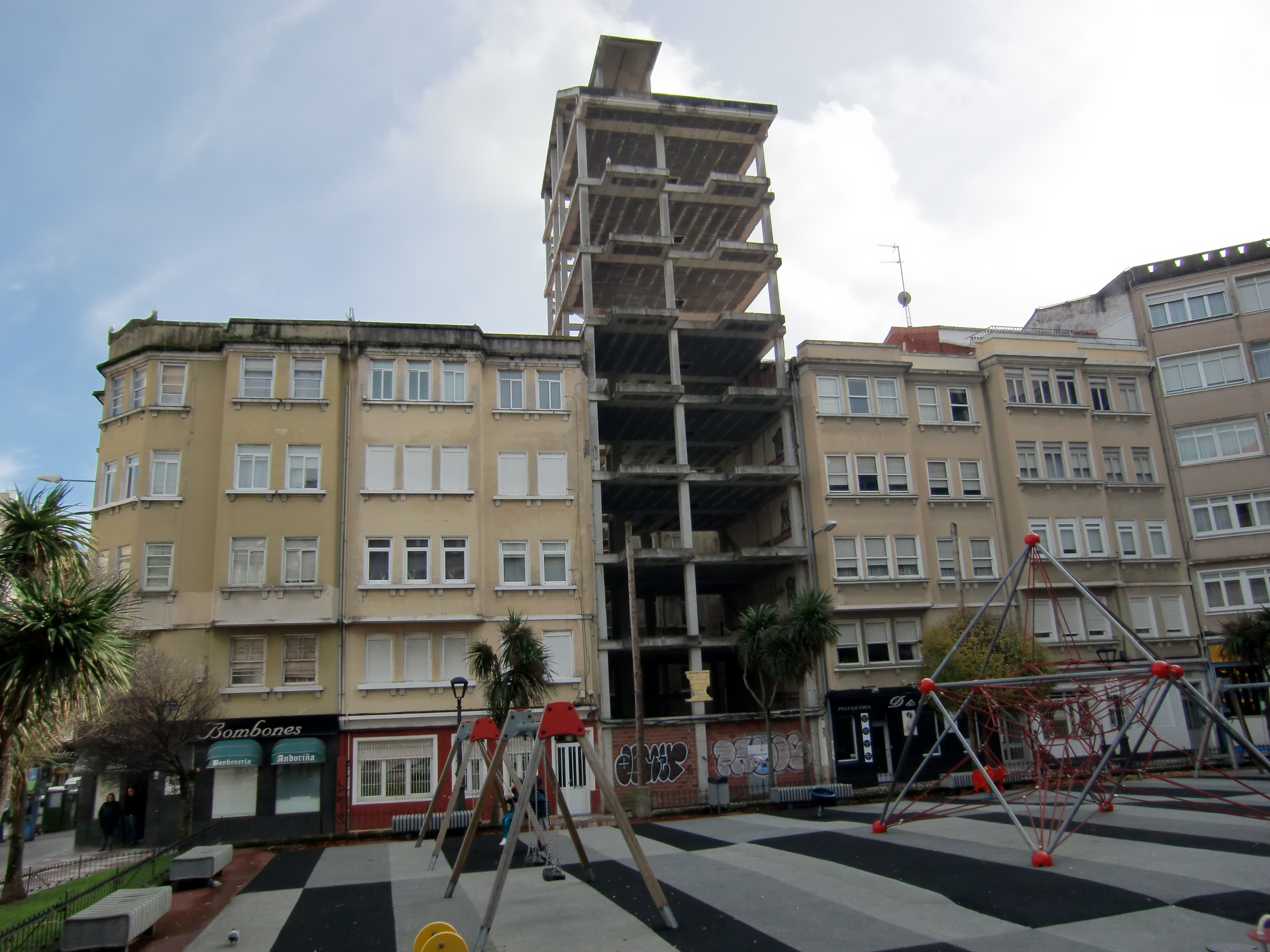
Burbuja Inmobiliaria en España (1997-2007)

Desde el punto de vista del urbanismo y la planificación territorial, el suelo es el espacio físico objeto de la ordenación del territorio y en virtud de la cual es delimitado, estableciendo las zonas adecuadas para servir de soporte a los edificios, a las infraestructuras y a los espacios públicos, o manteniéndolo preservado de la urbanización. Los fundamentos de dicha ordenación del territorio son muy diversos y han sido aplicados a lo largo de la historia de forma muy variable según la ideología de los planificadores. Entre esos fundamentos se encuentran ciencias y disciplinas como la ecología, la demografía, la geografía, la economía, el derecho, la sociología, la ingeniería civil, la arquitectura, o el paisajismo.
En la legislación española se ha clasificado el suelo en tres categorías principales, denominadas suelo urbano, suelo urbanizable (o de reserva urbana) y suelo rústico (o no urbanizable).

## Tipos de suelo público
En cuanto al suelo público, según la Ley 33/2003 del Patrimonio de las Administraciones Públicas, los bienes y derechos que integran el patrimonio de las Administraciones públicas pueden ser de dos tipos: de dominio público o demanial y de dominio privado o patrimonial. Son bienes de dominio público o demaniales los afectados al uso general o al servicio público y, entre otros que se puedan declarar como tales, la zona marítimo-terrestre, las playas, el mar territorial y los recursos naturales de la zona económica y la plataforma continental, así como los inmuebles de titularidad de la Administración General del Estado o de los organismos públicos vinculados a ella en que se alojen sus servicios, oficinas o dependencias. El resto de bienes de titularidad pública son de dominio privado o patrimoniales. Según esta misma Ley “la gestión de los bienes patrimoniales deberá coadyuvar al desarrollo y ejecución de las distintas políticas públicas en vigor y, en particular, al de la política de vivienda, en coordinación con las Administraciones competentes.”
Los bienes y derechos de dominio público o demaniales son inalienables, imprescriptibles e inembargables. La afectación determina la vinculación de los bienes y derechos a un uso general o a un servicio público, y su consiguiente integración en el dominio público. Los bienes y derechos demaniales perderán esta condición, adquiriendo la de patrimoniales, en los casos en que se produzca su desafectación, por dejar de destinarse al uso general o al servicio público. Salvo en los supuestos previstos en dicha ley, la desafectación deberá realizarse siempre de forma expresa. La Administración General del Estado o los organismos públicos titulares de los bienes comunicarán a las autoridades urbanísticas la desafectación de estos inmuebles a los efectos de que por parte de las mismas se proceda a otorgarles la nueva calificación urbanística que corresponda.

## Repercusión del suelo
Cuando el suelo sirve de soporte a una nueva edificación, su precio constituye, junto con el coste de la construcción y el beneficio del promotor, una parte importante del precio final de la edificación. En el caso de la segunda transmisión de la edificación o parte de ella, se puede considerar que su precio está formado por los mismos componentes que en la edificación nueva, puesto que el valor de la edificación usada depende del mercado inmobiliario, tanto de edificios nuevos como antiguos. En la valoración de edificios antiguos, sin embargo, hay que tener en cuenta la depreciación de la construcción. Igualmente podemos descomponer proporcionalmente la renta generada por un inmueble en esos tres componentes: coste de construcción, beneficio del promotor y valor del suelo. A la parte del valor unitario de la edificación que corresponde al valor del suelo se la denomina repercusión del suelo.
Aun siendo el valor del suelo un componente del valor de la edificación, como dicen P. Gigosos y M. Saravia, “es difícil admitir que sea el precio del suelo el que determina el de la vivienda. Pues es éste el producto original, el que se demanda. El suelo es un producto derivado, y tiene un valor residual. Es el precio que puede alcanzar la vivienda en el mercado el que condiciona el precio del suelo urbanizado, y éste el del suelo sin urbanizar.” 
La valoración del suelo y de los inmuebles depende, entre otros factores, de su finalidad. En España, para las valoraciones realizadas con fines expropiatorios es de aplicación la Ley del Suelo. Para la valoración de inmuebles que sirvan de garantía de créditos hipotecarios se aplica la Orden ECO 805/2003. Los valores así obtenidos no coincidirán necesariamente con el valor de mercado de los inmuebles.

## Peculiaridades del suelo frente a otros bienes
Al contrario que las construcciones, el suelo no es susceptible de deterioro físico o falta de adecuación funcional, por lo que su valor no varía de acuerdo con el de la edificación. Esta es una característica peculiar del suelo que pocos bienes poseen, como por ejemplo el oro. Así, mientras que en el caso de los bienes perecederos el paso del tiempo juega en contra del vendedor, en zonas con un cierto desarrollo económico es habitual que, con el paso del tiempo, el suelo aumente de valor por encima de la inflación, lo que puede hacer más atractivo ahorrar en forma de suelo que en dinero. Es por eso que el suelo y los bienes inmuebles en general, a pesar de la importante pérdida de valor que pueden experimentar durante las crisis inmobiliarias, se suelen considerar valores refugio o activos refugio.
Una consecuencia de que la propiedad inmobiliaria sea considerada por sus titulares, no solo como una posible inversión, sino como una forma de ahorro es que, aun cuando esté disponible, no la colocan necesariamente en el mercado cuando estiman que la coyuntura no es favorable para ello, o lo hacen a precios superiores al valor de mercado. Esa misma reducción de la oferta se puede traducir en aumentos de los precios y rentas de las viviendas, a menos que la Administración compense dicha reducción con una oferta suficiente de vivienda de propiedad pública.
El suelo de propiedad privada, al igual que las edificaciones, son bienes Inmuebles, es decir, ligados al suelo, no trasladables, y por tanto, al contrario que la mayoría de bienes, susceptibles de ser hipotecados.
La posibilidad de arrendamiento y obtención con ello de una renta regularmente, aunque no es una propiedad exclusiva, sí que es muy característica de los inmuebles, debido entre otras razones a su elevado coste, y poco frecuente en otro tipo de bienes.
Otra característica del suelo es ser un bien imprescindible para todos los ciudadanos, por depender de él el acceso a la vivienda, ya sea en propiedad o en alquiler, por lo que las administraciones públicas suelen desarrollar políticas de suelo y de vivienda para facilitar dicho acceso a las personas con menos recursos. En este sentido, la vivienda pública en régimen de alquiler social es preferible a la vivienda en propiedad subvencionada, ya que, de este modo, la Administración mantiene siempre la propiedad del parque de viviendas, para ponerlo a disposición de los ciudadanos.
Estas características del suelo, junto con las posibilidades que ofrece de recalificación, gentrificación, desregulación del mercado hipotecario, especulación y monopolización zonal de ciertos usos, hacen que el suelo, el mercado inmobiliario y las infraestructuras sean objeto de la inversión de ingentes capitales en busca de beneficio y causa de la generación de múltiples crisis económicas.
El mantenimiento o aumento de valor de los inmuebles, y en particular de la vivienda, que interesa en general a los propietarios, puede, además, ser incompatible con la existencia de una oferta asequible suficiente para garantizar el derecho a la vivienda, inexistente en la práctica en España, aunque garantizado, sobre el papel, por la Constitución española de 1978 en su artículo 47: “Todos los españoles tienen derecho a disfrutar de una vivienda digna y adecuada. Los poderes públicos promoverán las condiciones necesarias y establecerán las normas pertinentes para hacer efectivo este derecho, regulando la utilización del suelo de acuerdo con el interés general para impedir la especulación. La comunidad participará en las plusvalías que genere la acción urbanística de los entes públicos.”
Por otro lado, la urbanización difusa y su estilo de vida son, a su vez, socialmente indeseables y generadores de un gran consumo que incentiva nuevas inversiones y que provoca graves daños medioambientales. Por todo ello, el proceso urbanizador se realiza, cuando se toman decisiones políticas que así lo permiten o incentivan, más de acuerdo con diversos intereses económicos que con las necesidades del conjunto de la ciudadanía. Como dice E. de Santiago: “la urbanización se ha entendido no sólo o prioritariamente al servicio de las necesidades de alojamiento, sino como simple soporte de la construcción de viviendas devenidas en instrumentos de capitalización o especulación”. Según David Harvey: “la urbanización desempeña un papel particularmente activo (junto con otros fenómenos como los gastos militares) en la absorción del producto excedente que los capitalistas producen continuamente en su búsqueda de plusvalor.” “(La urbanización) también tiene una especificidad geográfica única que convierte la producción del espacio y de monopolios espaciales en parte intrínseca de la dinámica de acumulación” “Desde 1973 ha habido cientos de crisis financieras (mientras que antes eran mucho menos frecuentes), y buen número de ellas han sido provocadas por el desarrollo inmobiliario o urbano.” “Esa suburbanización o ´dispersión hacia las afueras´ no fue solo cuestión de nuevas infraestructuras. Tal como había sucedido en París durante el Segundo Imperio, suponía una trasformación radical del modo de vida, basada en la producción y comercialización de nuevos productos … La suburbanización (junto con la militarización) desempeñó así un papel decisivo en la absorción de los excedentes de capital y trabajo en los años de posguerra, pero a costa de vaciar el centro de las ciudades y dejarlas desprovistas de una base económica sostenible.”

## Valor relativo de los terrenos y reparto de cargas y beneficios de la urbanización
El valor relativo de un suelo en relación con otros depende principalmente de la posibilidad de un aprovechamiento urbanístico mayor o menor (más o menos superficie edificada para una superficie de suelo dada), de su posición más o menos céntrica en relación con la población, de los grupos sociales presentes, de la calidad ambiental, de los servicios públicos y de la urbanización en el entorno, de la oferta de empleo en la zona o de la proximidad a equipamientos o nudos de comunicaciones entre otras razones.
La variación en las condiciones sociales, ambientales o de la urbanización, o la autorización de un mayor aprovechamiento urbanístico de un terreno de acuerdo con el planeamiento urbanístico, o de usos no autorizados hasta el momento, pueden alterar su valor en relación con el de otros. La justa distribución de beneficios y cargas entre los propietarios del suelo se puede conseguir en los sectores de suelo urbanizables que se prevé transformar en urbanos mediante la reparcelación, tal como la legislación urbanística española ha exigido históricamente. Nunca se ha abordado, sin embargo, en España tal distribución de cargas y beneficios derivadas de la urbanización a un nivel general, ya que los impuestos que gravan la propiedad del suelo no alcanzan a compensar los beneficios o perjuicios derivados de la desigual suerte que pueden sufrir los terrenos a causa de cambios en las condiciones sociales o ambientales o de decisiones de las autoridades urbanísticas.
Esto queda patente especialmente en el beneficio que puede suponer la autorización de mayores edificabilidades o la recalificación de suelos que pasarán de ser rústicos a urbanos y por tanto mucho más rentables (especialmente cuando, por su situación, no había expectativas de tal transformación), a pesar de las cesiones y obras de urbanización a las que están obligados los propietarios. En el caso de algunas comunidades autónomas españolas, la legislación del suelo autonómica ha convertido al agente urbanizador (promotor inmobiliario) en beneficiario de las plusvalías obtenidas con estas recalificaciones en perjuicio de los propietarios, pero, independientemente del sistema previsto por cada comunidad, y especialmente durante la burbuja inmobiliaria 1997 – 2007, ha sido habitual la recalificación de suelos de acuerdo con convenios urbanísticos que justificaban supuestas modificaciones puntuales del planeamiento o con revisiones ad hoc del planeamiento, para beneficio de empresas promotoras de grandes actuaciones urbanísticas que adquieren los terrenos con el propósito de su recalificación, y en última instancia, también para beneficio de las entidades financieras.
En palabras de Jorge Agudo, “Como quiera que en esta materia las decisiones administrativas están dominadas por un amplísimo margen de discrecionalidad, la clasificación del suelo se ha identificado más con una ´lotería´ que con una decisión objetiva y razonable. Esta ´lotería del planeamiento´ genera un ´efecto comparación´ entre quienes se ven favorecidos por las decisiones administrativas y quienes ven como su propiedad mantiene su carácter rústico y, por ello, sigue vacía de aprovechamientos rentables. Como los propietarios no beneficiados por las decisiones urbanísticas ven mermado el contenido patrimonial inherente a su derecho, es fácil entender que entre sus principales objetivos se encuentre lograr que sus terrenos pasen al estadio siguiente, ´convirtiéndose´ en suelo urbanizable.”
Así, Manuel de Solá-Morales sospechaba que la negligencia de la Administración al permitir la formación de urbanizaciones marginales levantadas sin licencia próximas a las ciudades se debía a un interés por crear plusvalías en los terrenos intermedios y autorizar posteriormente su urbanización: “La magnitud de la renta ´absoluta´ generada sólo por pasar el suelo rústico a un uso urbano es tanta, y tan inciertas las condiciones para que la ciudad se oriente en dirección a aquellos suelos, que conviene abstenerse de una parte de aquella renta por reducir el riesgo de esta incertidumbre”.
Para, J. M. Naredo, las recalificaciones y aumentos de edificabilidad son un mal endémico del urbanismo en España: “durante el franquismo, el planeamiento fue muchas veces papel mojado que los poderosos conseguían readaptar a sus intereses. Pero es que durante la democracia se degradaron todavía más las tenues barreras del planeamiento urbano que condicionaban a lo previsto en el Plan los usos y la edificabilidad de los terrenos. Pues los cambios en la legislación facilitaron que esa edificabilidad se pudiera acordar discrecionalmente al margen del planeamiento, permitiendo que la edificabilidad de los suelos no dependiera ya de lo previsto en esos documentos públicos que eran los planes municipales, sino del poder de los compradores y propietarios del suelo para conseguir recalificarlo y obtener plusvalías” “en el modelo ejemplificado por España, el negocio inmobiliario se basa, sobre todo, en la posibilidad de añadir varios ceros al valor de los terrenos por el mero hecho de hacerlos urbanizables”.
Según Burriel de Orueta “El Plan General ha perdido así su sentido profundo de elección del modelo territorial por los representantes de los ciudadanos tras un amplio debate público y está pasando en muchos casos a ser una mera cobertura y legitimación legal de las decisiones previas de las empresas.” “En algunos casos incluso han sido las empresas las que ´generosamente´ han realizado o han financiado el planeamiento municipal.” 
Según S. Vives y O. Rullan independientemente de que las legislaciones autonómicas beneficien a propietarios o promotores, las beneficiarias finales de las rentas del suelo son las entidades financieras. Y la liberalización financiera, con la titulización hipotecaria, que propició la financiación procedente de los mercados financieros globales, necesaria para la promoción y compra de viviendas, es la razón última de la deriva de la política urbanística española, condicionada por grupos empresariales o lobbies, y de las recalificaciones que acompañaron a la burbuja inmobiliaria: “han sido las reformas de liberalización financiera las que han llevado la iniciativa y, directamente, han provocado la deriva del Sistema Urbanístico Español hacia planteamientos de cuño neoliberal” “El dinero prestado, aunque ficticio, inundó el suelo y la política urbanística se limitó a encauzar las riadas, bien con planes que defendían los intereses de los propietarios, bien con planes que defendían los de los promotores.” “Ya no se puede hablar entonces de una clase social de propietarios urbanos, sino de grupos de poder o lobbies oligárquicos urbanísticos.” “Esto conlleva además que quienes controlan el mercado inmobiliario pasan a ejercer un papel activo en la creación de las condiciones que les permitan intensificar sus futuras rentas mediante políticas tendentes a la recalificación y revalorización urbanística.” “Otra de las consecuencias fundamentales del proceso de financiarización del suelo es que a través de estos mecanismos no es necesario ser el propietario del suelo, ni siguiera promotor o urbanizador, para apropiarse de sus rentas.”
La misma falta de equidad se manifiesta, cuando esos suelos son expropiados, en el coste que tienen las expropiaciones para el erario público en los casos en que la legislación establece justiprecios basados en valores de mercado (como en el caso de la Ley del Suelo 6/1998) que pueden estar hinchados a causa de las expectativas de revalorización, y ser muy superiores, por tanto, al de la rentabilidad de esos suelos en el momento de la expropiación. Como decía Ildefonso Cerdá en su Teoría General de la Urbanización en relación con el beneficio obtenido por los propietarios con la expropiación de edificios para ampliación de calles “¿Quién ignora los mil ingeniosos medios puestos en juego por el individualismo, a fin de obtener las mayores ventajas posibles de los sacrificios hechos por la municipalidad o por el Estado? Solo diremos que, de ese proceder … aparte de los enormes perjuicios económicos que hay que lamentar, ha resultado que en el fondo de la mayor parte de las mejoras viarias llevadas a cabo, se hagan notar mas los beneficios obtenidos por la propiedad, que la verdadera satisfacción de las necesidades del movimiento … De todo esto resulta; que todos han contribuido a pagar las reformas y mejoras urbanas de que todos habían de disfrutar, si bien que algunos, de una manera más especial, directa e inmediata, además de lo que como parte integrante del público les correspondiera, y que esta desigualdad, no tanto debe lamentarse por la iniquidad que encierra, como por haber sido un obstáculo a la realización de la general y completa transformación de las urbes”. El propio Cerdá tuvo que enfrentarse a esa inequidad en la gestión de su Plan de Ensanche para Barcelona, como explica Celeste Miranda: “El ayuntamiento debía expropiar y compensar económicamente a los propietarios, y además, correr con los gastos de apertura y habilitación de las nuevas calles … Cerdà expuso en los 30 puntos de su Plan económico, que tal acuerdo le parecía ´un contrato leonino´. Un acuerdo según el cual, todos los beneficios eran sólo para provecho exclusivo de los propietarios”.
Igualmente se produce un reparto injusto de cargas y beneficios en la asunción de costes y beneficios derivados de la construcción y mantenimiento de las infraestructuras urbanas y en los procesos llamados de gentrificación. La Carta de Atenas decía acerca de los suburbios: "La densidad de la población es muy escasa allí, y el suelo apenas se haya explotado; a pesar de todo, la ciudad está obligada a proporcionar a la extensión de los suburbios los servicios necesarios: carreteras, canalizaciones, medios de comunicación rápidos, alumbrado y limpieza, servicios hospitalarios o escolares, etc. Resulta sorprendente la desproporción entre los gastos ruinosos que tantas obligaciones causan y la escasa contribución que puede aportar a ellos una población dispersa." En cuanto a la gentrificación, como describen Magrinyà, Oliete y Pérez-Foguet, "En el caso de las ciudades de los países en desarrollo, este concepto se extiende al resultado de una rápida mejora de las infraestructuras de un barrio de construcción informal. La población más pobre, a menudo de alquiler, tiene que abandonar el barrio por el incremento de los precios; los grandes beneficiados de estas operaciones son los propietarios más ricos, que inicialmente no eran contemplados como beneficiarios del proyecto." Otro aspecto de la gentrificación, con graves consecuencias sociales, y causante, en parte, de la burbuja del alquiler en España, es el incremento de valor de los inmuebles como consecuencia de la posibilidad de cambio de uso que propicia el auge del turismo, como es el de viviendas convertidas en apartamentos turísticos, mucho más rentables. También contribuyen a la gentrificación prácticas como la privatización de viviendas públicas en régimen de alquiler social y el acoso inmobiliario a inquilinos con contratos de arrendamiento de rentas reducidas.
Y tampoco faltan los casos de edificios o urbanizaciones ilegales que tienen que ser demolidos con cargo al erario público o cuyos propietarios tienen que ser indemnizados por la Administración a consecuencia de licencias otorgadas en contra de la normativa aplicable.
El planeamiento inadecuado y la negligencia por parte de la Administración en el control del cumplimiento del planeamiento, muy habitual en España, son además, frecuentemente, factores agravantes de los daños causados por las catástrofes naturales.
Y son injustas, por fin, las cargas que soportan sin ningún tipo de retribución los propietarios de suelos que cumplen funciones ambientales muy útiles para el conjunto de la sociedad. Aunque en esta materia se han desarrollado mecanismos jurídicos, hasta ahora de aplicación limitada.

## La expansión urbana en suelo público
Puesto que las situaciones comentadas, y en general cualquier tipo de mejoras derivadas de decisiones e inversiones de la administración pública, así como la mera concentración de la población en las zonas urbanas, generan una plusvalía a la que los propietarios o promotores del suelo no necesariamente han tenido que contribuir, pero de la cual son beneficiarios (excepto si mediante los impuestos devuelven ese beneficio a la sociedad), tanto Karl Marx como otros economistas no marxistas, como Henry George o Silvio Gesell han defendido una nacionalización más o menos completa del suelo. Esa nacionalización del suelo no supondría necesariamente la de los edificios asentados sobre él, sino que podría consistir únicamente en la recaudación por el Estado de la parte de la renta que el inmueble es susceptible de generar correspondiente al valor del suelo.
Sin llegar a proponer la nacionalización del suelo, la Carta de Atenas, en diferentes artículos, manifiesta la necesidad de que la Administración pública gestione con suficiente antelación la periferia de las ciudades a fin de evitar que surjan edificaciones fuera de control que impidan la futura expropiación del suelo a precios compatibles con el interés público, necesaria para una planificación de la ciudad según principios racionales y para disponer de una oferta suficiente de viviendas a precios asequibles: “El suburbio ha sido incorporado tardíamente en el ámbito administrativo. En toda su amplitud, el código, imprevisor, ha dejado que se establecieran los derechos, por él declarados imprescriptibles, de la propiedad. El detentador de un solar en el que ha surgido una barraca, un cobertizo o un taller sólo puede ser expropiado tras múltiples dificultades … La Administración debe asumir la responsabilidad de la gestión del suelo que rodea a la ciudad antes del nacimiento de los suburbios, al objeto de garantizarle los medios necesarios para un desarrollo armonioso.” “Numerosas parcelas de terreno deberán ser expropiadas y serán objeto de negociación. Habrá que tener cuidado entonces con el sórdido juego de la especulación, que tan a menudo aplasta, apenas nacidas, las grandes empresas animadas por la preocupación del bien público. El problema de la propiedad del suelo y de su posible requisición se plantea en las ciudades, en su periferia, y se extiende hasta la zona más o menos amplia que constituye su región.” “Hace años que las empresas de mejora urbana, en todos los lugares del mundo, se estrellan contra el petrificado estatuto de la propiedad privada. El suelo -el territorio del país- debe estar disponible en cualquier momento, y estarlo a su equitativo valor, estimado con anterioridad al estudio de los proyectos. Cuando está en juego el interés general, el suelo debe ser movilizable.” “si la fuerza de las cosas diferencia la vivienda rica de la vivienda modesta, ningún derecho hay para violar unas reglas que deberían ser sagradas reservando solamente a los favorecidos por la fortuna el beneficio de las condiciones necesarias para una vida sana y ordenada. Es urgente y necesario modificar determinados usos. Hay que hacer accesible a cada uno, fuera de toda cuestión de dinero, un cierto grado de bienestar mediante una legislación implacable. Hay que prohibir para siempre, por medio de una estricta reglamentación urbana, que hogares enteros se vean privados de luz, de aire y de espacio.”
En línea con la teoría urbanística en boga y con diversas experiencias urbanísticas europeas, la propia ley española sobre régimen del suelo y ordenación urbana de 1956 reconocía la conveniencia de que el suelo destinado a la expansión de las poblaciones fuera de propiedad pública, aunque lo consideraba inviable debido a los fondos necesarios para ello entre otras razones.
Según S. Vives y O. Rullan, hasta principios de la década de los 80 del siglo XX se podían oír voces de la “izquierda urbanística” a favor de la promoción pública de todo el suelo urbanizable. Alguna voz autorizada, sin embargo, siguió defendiendo la expropiación de suelo por parte de la Administración (aunque con promoción privada) como sistema para la expansión urbana. J. L. González-Berenguer escribía en 1997: “Debe pasar al sector público todo el suelo de crecimiento urbano, planificarlo libérrimamente y venderlo a particulares, con rígidas (rígidas, pero que permitieran una razonable ganancia) normas sobre los precios y las calidades del producto final. La Ley de 1976 en un momento, y la Ley actual en tres momentos ya contemplan y regulan esta posibilidad.” Y defendía la autofinanciación de la actividad urbanística por la Administración expropiando el suelo destinado a la expansión urbana por su valor inicial (valor agrícola) y vendiéndolo más caro, apropiándose así la sociedad de las plusvalías que ella misma genera: “Esta operación (comprar barato para vender caro, aunque aquí no sería ´vender caro´, sería sólo vender ´más caro que se compró´), esa operación, repito, ¿es o no es la operación esencial del sistema capitalista? Si la hacen los particulares, a quienes no se debe el plan, ¿Por qué no puede hacerlo la Administración, autora de las clasificaciones y calificaciones del plan, que son la causa de la revalorización?”.

## La oferta y la demanda del suelo y la especulación
Desde la antigüedad ha existido la tendencia espontánea a la concentración en núcleos de población o en las proximidades de nudos de comunicaciones debido a razones sociales, geográficas y de eficiencia económica. Esas ventajas que conlleva la concentración hacen que en determinadas zonas exista una mayor demanda en relación con la oferta de suelo. La concentración de la población es, además, deseable por razones ecológicas, paisajísticas y de protección del suelo agrícola o potencialmente agrícola, y la creación de nuevos asentamientos alejados de los existentes está condicionada por la necesidad de prolongar los accesos rodados y las redes de servicios públicos desde los existentes, dando servicio a cada parcela. Esas infraestructuras se han hecho cada vez más numerosas y de mayor capacidad, mientras que otros servicios como el transporte público o la recogida de basuras se han vuelto imprescindibles. Todo ello hace necesaria una planificación territorial sostenible, que limite el suelo urbanizable al entorno más próximo a los núcleos existentes y en proporción con la demanda previsible en función de la demografía y de la coyuntura económica.
Los solares y el suelo urbanizable han de ser, pues, relativamente escasos, y sus precios dependerán, en parte, de la mayor o menor oferta y demanda, no solo de suelo edificable, sino también de viviendas u otro tipo de inmuebles, en cada punto del territorio (situaciones poco comparables constituyen, en realidad, mercados diferentes). No obstante, al no gozar el mercado de suelo de las condiciones de competencia perfecta, los precios del suelo no son resultado de la simple interacción de oferta y demanda, y las características particulares del suelo que lo hacen susceptible de ser hipotecado hacen que, en ausencia de una correcta regulación del mercado hipotecario, los precios puedan elevarse enormemente sin que por ello la demanda deje de aumentar. Satisfacer la demanda de tipo especulativo, y especialmente la que se genera cuando el mercado hipotecario no está correctamente regulado, es, en general, incompatible con un planeamiento urbanístico y ordenación del territorio sostenibles.
La escasez de viviendas o de suelo disponible para su edificación, ya sea por prohibición legal o por la existencia de prácticas especulativas por parte de operadores que acaparan grandes extensiones de suelo, pero que no edifican para generar una escasez artificial, como advertía la ley española del suelo de 1956, puede originar un aumento de los precios de los inmuebles.
Ya Ildefonso Cerdá decía de las ciudades amuralladas de su época: "Los terrenos circunscritos por las murallas gozan del privilegio de la edificación en daño y perjuicio directo e inmediato e injustificable además de los terrenos exteriores. Y este privilegio representa un monopolio de la habitabilidad, dispensado sin razón alguna plausible a los afortunados dueños de los terrenos edificables, monopolio cuya fuerza tiránica se hace sentir en el mercado de las habitaciones cuyos precios suben a voluntad de los monopolizadores.”
En círculos próximos al neoliberalismo también se atribuye el incremento de los precios del suelo y de la vivienda a la escasez de suelo edificable, pero obviando el acaparamiento de grandes extensiones de suelo con fines especulativos por quienes disponen de grandes capitales, como las grandes promotoras y las entidades financieras, y proponiendo como solución, tal como hacen para cualquier bien perecedero de características muy diferentes, la desregulación o liberalización del suelo, es decir, la autorización de edificar en la mayor parte posible del territorio, incluso si ese territorio está alejado de cualquier población o equipamiento, carece de acceso rodado o de redes públicas de servicios.
En los años 90 del siglo XX, algunas formaciones políticas españolas achacaron los altos precios de la vivienda a una supuesta escasez de suelo edificable, idea que caló en gran parte de la población gracias al apoyo de diversas instituciones y a su difusión mediática, mientras otras culpaban de ello a la retención especulativa de suelos, para lo que proponían dar primacía a los promotores inmobiliarios sobre los propietarios a la hora de apropiarse de las plusvalías generadas con la recalificación de los suelos.
Finalmente ambas concepciones tuvieron su reflejo en las leyes. La legislación del suelo de algunas comunidades autónomas dio primacía al “Agente Urbanizador” (a los promotores) frente a los propietarios en la apropiación de las plusvalías, y el Real Decreto-ley 5/1996, la Ley del Suelo 6/1998 y el Real Decreto-ley 4/2000 llevaron a cabo la liberalización del suelo. Y si bien las sentencias 61/1997 y 164/2001 del Tribunal Constitucional reconocieron las competencias en materia de urbanismo de las comunidades autónomas, como dice Burriel de Orueta: “Aunque la Sentencia del Tribunal Constitucional de 2001 dejó claro que este tema era competencia de las Comunidades Autónomas, las de gobierno conservador trasladaron a su ley autonómica el concepto del ´todo urbanizable´ prácticamente al pie de la letra, e incluso fueron más allá.” Y los planes urbanísticos aprobados hasta entonces fueron alterados de forma nada ortodoxa para convertir en urbanizable el suelo que hasta entonces no lo era: “Esta ausencia de respeto al planeamiento municipal ha permitido una urbanización no planificada, acelerada y masiva de suelo no urbanizable, precisamente el suelo que el planeamiento municipal había decidido excluir del proceso urbanizador.”
Todo esto no impidió, sin embargo, que se siguiera produciendo la retención especulativa de los suelos con mayores expectativas de revalorización: “la disponibilidad de suelo urbanizable en el planeamiento no ha actuado como elemento limitador de la cantidad ni de la localización territorial del desarrollo urbanístico, porque casi toda la demanda ha sido satisfecha sobre suelo no urbanizable.” Y según P. Gigosos y M. Saravia,“Nunca ha habido escasez de suelo clasificado, pero sólo ha interesado su incorporación al proceso urbanístico (y en dosis perfectamente calculadas y de modo selectivo) cuando los precios de la vivienda se han disparado.” Según J. L. González-Berenguer "los bancos han comprado a precios agrícolas muchos centenares de millones de metros cuadrados (se dice autorizadamente que entre 350 y 400 millones), los retienen como un activo siempre revalorizable y realizable fácilmente, y los van vendiendo cuando están a un buen precio, bien a promotores externos, bien a sus propios promotores, y lo hacen para edificar donde y cuando les conviene”.
No obstante, la retención especulativa de suelos urbanizables no explica por sí sola, habida cuenta de la cantidad de suelo previamente no urbanizable edificada, los altos precios del suelo alcanzados durante la burbuja inmobiliaria especulativa española de primeros años del milenio, sino que hay que considerar, sobre todo, el enorme aumento de la demanda debido a la exagerada concesión de hipotecas de alto riesgo. Igualmente en Estados Unidos o en Irlanda se produjeron, durante los mismos años, burbujas inmobiliarias relacionadas con la concesión de hipotecas basura o crédito subprime.
Aumentar la extensión de suelo edificable para compensar el acaparamiento del mismo con fines especulativos o simplemente para aumentar la oferta y abaratar con ello los precios de los inmuebles resulta en una urbanización poco compacta y, por tanto, poco sostenible. Según Roberto Camagni, “bajo atenta observación debe estar no la ciudad como tal … sino algunas tendencias de gran relevancia que implican a la misma ciudad y que ponen en peligro su papel primordial como sede de la interacción social, de la creatividad y de un (relativo) bienestar colectivo. Me refiero a los procesos de crecimiento desordenado e ilimitado que a menudo sufre la ciudad en los períodos de despegue económico y de rápida industrialización. Me refiero a los procesos recientes de urbanización difusa que han sido llamados indistintamente como ´metropolitanización´, ´periurbanizacion´, ´sprawl urbano´, ´ville eclatée´, ´edge-city development´: procesos que han hecho empíricamente ambigua la distinción conceptual entre ciudad y campo, llevándonos hacia una no ciudad y un no campo; procesos que sobre todo han exacerbado toda la problemática de la movilidad y del consumo energético puesto que hacen aparecer un modelo de localización totalmente dependiente del automóvil.”

## La lucha contra la especulación en las primeras leyes del suelo españolas
Al margen de los incumplimientos del planeamiento y de la legislación del suelo habituales en España, desde las primeras leyes del suelo se han hecho intentos por poner racionalidad en la ordenación del territorio. La citada ley sobre régimen del suelo y ordenación urbana de 12 de mayo de 1956 advierte del problema de “La retención de terrenos por propietarios que no urbanizan ni edifican, ni acceden a enajenar sus terrenos, para urbanizar y construir, a precios de justa estimación”, para lo cual establece la necesidad que tienen las corporaciones locales de “adquirir paulatinamente terrenos que puedan servir como reguladores de precio en el mercado de solares” y “la configuración de situaciones desfavorables para quienes no se decidan a actuar conforme al interés público… Con este propósito se crea un arbitrio no fiscal sobre edificación deficiente, que recaerá sobre los solares no edificados en el casco de la población”. No proponía, por tanto, dicha ley, ningún tipo de liberalización del suelo, sino la intervención de la administración pública con una decidida política de suelo.
En dicha ley de 1956 dice también “El tráfico sobre terrenos no se opera, por otra parte, en un régimen de competencia perfecta, en el que pueda decirse que la ley económica del mercado determina naturalmente un precio justo que excluya legítimamente toda intervención”. Por competencia perfecta se entiende una serie de condiciones que hacen imposible la manipulación de los precios, de forma que sea la interacción de la oferta y la demanda la que determine los precios de los productos. De este modo, según los economistas neoclásicos, gracias simplemente a la libre competencia el mercado se autorregula, manteniendo un nivel de precios moderado y haciendo innecesaria la intervención de la administración pública en la economía.
Pero efectivamente, estas condiciones no se dan en el mercado del suelo. Según Dolores Aguado, “A diferencia de otros mercados, el inmobiliario, frecuentemente, no es un mercado equilibrado (el mejor ejemplo de ello lo tenemos actualmente con la existencia de un fuerte stock de viviendas sin vender y una elevada demanda insatisfecha), no es transparente (exceptuando la vivienda, no se dispone de una serie estadística de evolución de precios y el mercado de suelo es, probablemente un buen ejemplo de mercado opaco), es fuertemente localista (el suelo urbanizado hay que consumirlo allá donde se produce, por tanto puede existir demanda dónde no haya suelo suficiente para cubrirla y puede existir oferta en municipios dónde no haya demanda), es ineficiente ( el incremento de la oferta no produce rebaja de precios y, además, el número de comparables, aún en los momentos de mayor número de transacciones, es muy escaso comparado con el universo total), es rígido ( un cambio en la demanda tarda mucho en poder ser incorporado a la nueva oferta).”
Así, por ejemplo, el suelo céntrico, el más solicitado, es limitado y difícil de aumentar. Además, su creación mediante la gentrificación tiene efectos sociales negativos, al desplazar los negocios y a la población preexistente, mientras que en los barrios periféricos de nueva creación, los grandes centros comerciales ejercen esa función de crear centralidades, pero a costa de crear en ellos un monopolio del uso comercial y aniquilar la vida callejera en las calles desprovistas de comercios.
No se da tampoco en el mercado de suelo la condición de la necesaria existencia de un elevado número de vendedores que haga que ninguno de ellos pueda ejercer una influencia apreciable sobre los precios, puesto que son escasos los poseedores de capitales suficientes para adquirir grandes extensiones de suelo en torno a las poblaciones y de mantener la propiedad durante años o décadas a la espera de las condiciones demográficas, de las circunstancias económicas propicias (ya sean sobrevenidas o provocadas por esos mismos especuladores) y de su conveniente recalificación, para ponerlo en el mercado y obtener enormes plusvalías. Limitándose así la oferta principalmente a solares relativamente pequeños y formándose oligopolios en dichos suelos periféricos. Por ello la citada ley defendía la intervención de la administración pública previendo la constitución de patrimonios municipales del suelo que “podrán cederse para edificar o aplicarse a las finalidades previstas en el plan”.
A pesar de prever la regulación del mercado de suelo mediante los mencionados patrimonios municipales y las medidas contra la especulación, la ley del suelo de 1956 reconocía su alcance insuficiente cuando declaraba: “Si ideal en la empresa urbanística pudiera ser que todo el suelo necesario para la expansión de las poblaciones fuera de propiedad pública, mediante justa adquisición, para ofrecerle, una vez urbanizado, a quienes desearen edificar, la solución, sin embargo, no es viable en España. Requeriría fondos extraordinariamente cuantiosos, que no pueden ser desviados de otros objetivos nacionales, y causaría graves quebrantos a la propiedad y a la iniciativa privadas.” Esto es consecuente con las valoraciones del suelo establecidas por la propia ley porque, aunque admite que “la adquisición de terrenos para formar reservas de suelo podrá efectuarse mediante expropiación”, la ley establece distintos tipos de valoración del suelo, entre los cuales está el del valor expectante, que asigna a los terrenos un valor según su potencialidad de contar en un futuro con un aprovechamiento urbanístico. Este valor expectante es el que la ley aplica, entre otros terrenos, a “los rústicos que según el artículo ochenta y siete ofrecieren perspectivas apreciables de aprovechamiento o utilización urbanística”.
En el texto refundido de la Ley sobre régimen del suelo y ordenación urbana de 1976 desaparece el valor expectante y se valoran los suelos no urbanizables según su valor inicial (valor como explotación agrícola o similar) y los urbanizables según su valor urbanístico. No obstante, La ley  8/1990 sobre reforma del régimen urbanístico y valoraciones del suelo dice de la anterior ley que “se ha revelado insuficiente (…) para incrementar los patrimonios públicos de suelo en medida suficiente para incidir en la regulación del mercado inmobiliario o para adscribir superficies de suelo urbanizable a la construcción de viviendas de protección oficial.” Por lo cual altera los criterios anteriores, de forma que ahora “el valor inicial se aplica tanto al suelo no urbanizable como al urbanizable no programado; incluso el urbanizable programado, si aún no se ha ultimado el desarrollo del planeamiento preciso, se valora por referencia a este valor inicial.” Y establece “la aplicación de estos criterios de valoración a todas las expropiaciones que se lleven a cabo por los poderes públicos”. Además especifica que “en cuanto a los patrimonios de suelo, debe destacarse la posibilidad claramente establecida de acudir a la expropiación de suelo no urbanizable para su incorporación a aquéllos”.
Ese valor inicial establecido por la ley del suelo española de 1990 es acorde con la rentabilidad de los terrenos a los que se aplica en el momento de la expropiación, puesto que todavía no disponen de autorización para edificar. Ese mismo valor es el que les asignaría una tasación efectuada para solicitar un crédito hipotecario, de acuerdo con la normativa ECO 805/2003. Su valor de mercado, sin embargo, podría ser mayor si los posibles compradores tuvieran la expectativa de que dichos terrenos no van a ser expropiados y que contarán con una cierta edificabilidad otorgada por el planeamiento. Cuando efectivamente se da este caso, el propietario, tras ejecutar las instalaciones urbanas y hacer las cesiones de parte del suelo que exige la ley, adquiere el derecho a edificar en el suelo restante, que, siendo ahora urbano y generalmente situado en las inmediaciones de una población, adquirirá en el mercado de suelo un valor múltiplo del inicial, y tanto más alto cuanto mayor sea su edificabilidad, valor que el propietario repercutirá en el precio de las viviendas o inmuebles edificados sobre él.
Así pues, la administración se dotaba con esta ley de los medios para adquirir suelos a precios reducidos, para posteriormente venderlos y controlar su edificación en condiciones que permitieran ofertar viviendas de calidad a precios o alquileres moderados. Esta oferta, cuando es abundante, hace que se modere también, por la simple tendencia al equilibrio entre la competencia, el precio de las viviendas construidas sobre suelos de propiedad privada. Sin embargo, para poder expropiar el suelo destinado a la expansión de las ciudades por su valor agrícola es preciso que esos terrenos sean efectivamente rurales, por lo que es fundamental que las ciudades y otros núcleos de población se encuentren bien delimitados, y que fuera de esos límites se regule muy estrictamente cualquier uso no rural.
Existe controversia, sin embargo, sobre la cesión gratuita, también prevista en las sucesivas leyes del suelo, de un pequeño porcentaje del aprovechamiento de los suelos urbanizables para su incorporación al patrimonio municipal de suelo, ya que algunos autores consideran que solo sirve para aumentar el precio de las viviendas. Por otra parte, como dice E. Bartlett, el suelo público no siempre se destina a fines que se puedan considerar sociales:“Los ayuntamientos debían utilizar los denominados patrimonios municipales del suelo o conjunto de terrenos de titularidad pública, para influir en el mercado del suelo, vendiéndolos en momentos de escasez y reteniéndolos cuando había una sobreoferta, en vista a mantener los precios dentro de parámetros de estabilidad … la insuficiencia crónica de las haciendas locales ha conducido, a menudo, a utilizarlos para fines diferentes y contrarios a los prefigurados por las leyes. Por ejemplo en lugar de aplicarlos para influir, de acuerdo con su misión institucional, en el mercado del suelo, a menudo se venden al mejor postor y al precio más alto posible para reunir recursos para un erario municipal raquítico.”

## La liberalización en la Ley del Suelo de 1998
“La reforma del mercado del suelo en el sentido de una mayor liberalización que incremente su oferta”, que la ley española 6/1998 sobre régimen del suelo y valoraciones, según su propia exposición de motivos, pretendía, supone el sacrificio de la ordenación racional del territorio, sin lograr con ello el esperado abaratamiento del suelo.
Lejos de lo que propugnaba la ley de 1990: “Una firme actuación de las Administraciones competentes, asumiendo un claro protagonismo en la adopción de decisiones sobre los espacios que se deben urbanizar y los que deben mantenerse al margen de ese proceso en función de unos criterios generales de ordenación definidos en el planeamiento (y no como mera respuesta a iniciativas aisladas de particulares)”, la Ley del Suelo de 1998 aspiraba a “facilitar el aumento de la oferta de suelo, haciendo posible que todo el suelo que todavía no ha sido incorporado al proceso urbano, en el que no concurran razones para su preservación, pueda considerarse como susceptible de ser urbanizado”. El éxito de la liberalización parece depender de la extensión del suelo urbanizable (especialmente entre la aprobación del Real Decreto-ley 4/2000 y su modificación por la Ley 10/2003): “En ese amplio suelo urbanizable que, siguiendo este criterio, delimiten los planes…”. Y del protagonismo de los propietarios de suelo (aunque la legislación del suelo de algunas comunidades autónomas dio primacía a los agentes urbanizadores frente a los propietarios): “Los propietarios de suelo clasificado como urbanizable tendrán derecho a promover su transformación instando de la Administración la aprobación del correspondiente planeamiento de desarrollo, de conformidad con lo que establezca la legislación urbanística.”
Con ello el legislador pretende que el planeamiento prevea una extensión tan grande de la urbanización como para abarcar todo el suelo que no posea alguna peculiaridad excepcional que justifique su protección, al margen de lo que las condiciones demográficas, las infraestructuras existentes o la capacidad adquisitiva de las familias haga aconsejable, pero sin que esa previsión tenga verdaderos visos de realidad, pues al haberse suprimido la distinción entre el suelo urbanizable programado y el no programado, y eliminarse con ello los plazos de ejecución de la urbanización, el conjunto de los ciudadanos queda a expensas de que los propietarios de toda esa gran extensión de terrenos decidan desarrollarlo o retenerlo hasta que se revalorice a su conveniencia. Como dice E. de Santiago sobre el caso de Madrid:“en realidad el modelo territorial madrileño ―en plena coherencia con la ideología neoliberal― es que no exista modelo, un papel en blanco.” Las infraestructuras necesarias para permitir esa dispersión sobre el territorio (y otras innecesarias) constituyeron un sustancioso negocio para las constructoras concesionarias de las obras a costa del erario público y fueron, además, una fuente de corrupción.
Se volvía así a los presupuestos del desarrollismo que había  caracterizado las últimas décadas de la dictadura franquista. Aunque las circunstancias habían cambiado, la Ley del Suelo de 1998 recuerda lo que Fernando de Terán decía sobre un estudio previo del planeamiento de Madrid de los años 70: “renunciaba a contener y limitar el crecimiento de Madrid, ofreciendo por primera vez un planeamiento abierto e ilimitado. No era sólo una confesión de impotencia. Por reacción, se pasaba al extremo contrario, aceptando y magnificando el crecimiento … Era el momento de las optimistas expectativas en un desarrollo económico ilimitado y el planeamiento se mostraba pródigo en la proposición de grandes expansiones apoyadas en grandes infraestructuras para muchos millones de habitantes nuevos.” Las consecuencias de este modelo habían sido “ una clara permisividad en cuanto a la exigencia de unas condiciones aceptables de infraestructura y equipamientos sociales, así como en las posibilidades de urbanizar fuera de las previsiones del plan.”
La liberalización del suelo tiene también la consecuencia de que la posibilidad de edificar en casi cualquier punto del territorio crea la expectativa generalizada de materializar en algún momento esa posibilidad incluso en los lugares más inadecuados para ello, lo que hace que cada propietario eleve el precio al que está dispuesto a ofertar esos terrenos, encareciendo así el suelo susceptible de ser dedicado a otros usos, como por ejemplo a la agricultura, con la consiguiente pérdida de competitividad de los productos agrícolas. Esto hace, a su vez, que se incremente el coste de las expropiaciones necesarias para implantar nuevas infraestructuras en virtud de ese encarecimiento general del suelo y del nuevo tipo de valoración previsto en esta ley incluso para el suelo clasificado como rústico (valor de mercado obtenido por comparación), con el aumento del gasto público que ello implica. La falta de planificación que la ley parece auspiciar no hará sino añadir aun una mayor dificultad a la implantación de futuras infraestructuras y un encarecimiento de las expropiaciones necesarias para su ejecución.
Aunque la misma ley declaraba no urbanizables ciertos terrenos “en razón de sus valores paisajísticos, históricos, arqueológicos, científicos, ambientales o culturales, de riesgos naturales acreditados en el planeamiento sectorial, o en función de su sujeción a limitaciones o servidumbres para la protección del dominio público”, los importantes ingresos que para los ayuntamientos suponía la urbanización y la construcción en concepto de licencias de obras, la presión de empresas promotoras y de los propios vecinos ante lo que aparentaba ser una oportunidad de desarrollo, y la corrupción urbanística, que aunó en muchos casos los intereses de regidores municipales y promotores acuciados por la gran demanda y elevados precios de la vivienda, hicieron que esos requisitos no siempre se cumplieran durante los años de la burbuja inmobiliaria, posteriores a la aprobación de la ley, teniéndose que lamentar la destrucción de entornos valiosos desde el punto de vista ecológico, paisajístico o ambiental.
Asimismo, la ley preveía que cuando se promoviesen actuaciones urbanísticas se asegurase “por su promotor la ejecución, a su costa, de las infraestructuras de conexión con los sistemas generales que la naturaleza e intensidad de dichas actuaciones demande en cada caso e, incluso, el reforzamiento y mejora de dichos sistemas generales cuando ello resulte necesario”. La conexión con los sistemas generales también adoleció en los casos de urbanizaciones ilegales o improvisadas sobre suelos recalificados, y en cuanto al refuerzo de los sistemas generales por parte de los promotores es por lo general inviable, ya que los sistemas generales, por definición, son los que dan servicio al conjunto de la población, y si se da el caso de su falta de capacidad, esto no es achacable, en general, a una actuación aislada, ni se pueden reforzar dichos sistemas generales simplemente añadiéndoles esa capacidad suplementaria, sino que deben dimensionarse y construirse para servir de forma duradera al conjunto de la población y su previsible incremento. Pero cada promoción urbanística tiene una repercusión en el conjunto de los sistemas generales, y la suma de cierto número de actuaciones urbanísticas aisladas sí que puede conllevar un coste para el conjunto de la sociedad al hacer que resulten insuficientes los embalses, infraestructuras eléctricas, de abastecimiento de agua, alcantarillado y depuración, carreteras o vías de ferrocarril, y equipamientos como colegios o centros de salud que daban servicio a la población primitiva. Esas mayores infraestructuras que la suma de distintas actuaciones urbanísticas hacen suponer necesarias para abastecer al conjunto de la población pueden, además, quedar finalmente sobredimensionadas cuando la oferta de viviendas responde a una demanda basada en la concesión desaforada de hipotecas, de forma que gran parte de ellas quedarán finalmente sin habitar, ya sea porque no se venden o alquilan, o porque se desahucia a sus ocupantes, como ocurrió durante la crisis económica española de 2008-2014, tras el estallido de la burbuja inmobiliaria en España.
Frente a la concepción neoliberal hecha solo, aparentemente, desde la perspectiva del demandante de suelo o de vivienda (y sin analizar si se demandan para habitarlas o solo como forma de ahorro o inversión), que plantea que debe ser posible una localización libre en cualquier punto del territorio, apenas regulado urbanísticamente, para minimizar el coste del suelo, existen concepciones mucho más holísticas en las que se considera que el territorio debe estar sujeto a una regulación urbanística que garantice el acceso a la vivienda al tiempo que se aprovechan las sinergias y economías de escala que conlleva la concentración de la población, se reparten equitativamente los beneficios y cargas de la urbanización, se protege el medio ambiente y la agricultura, y se obtienen otras ventajas de la ciudad compacta, como la mayor cohesión social, la optimización del funcionamiento del transporte público, la menor dependencia del vehículo privado y la consecuente disminución de la contaminación, la reducción de los costes de construcción y mantenimiento de las infraestructuras y obras de urbanización y de la prestación de servicios públicos y la mejora de la eficiencia energética. Así lo reconoce la posterior ley del suelo 8/2007: “La Unión Europea propone un modelo de ciudad compacta y advierte de los graves inconvenientes de la urbanización dispersa o desordenada: impacto ambiental, segregación social e ineficiencia económica por los elevados costes energéticos, de construcción y mantenimiento de infraestructuras y de prestación de los servicios públicos.”

## Las causas del aumento del precio del suelo durante la burbuja inmobiliaria
Tras el aparente absurdo pretendido por la Ley del Suelo de 1998 de prever una extensión casi ilimitada del espacio urbanizado al margen de lo que las condiciones demográficas, las infraestructuras existentes o la capacidad adquisitiva de las familias haga previsible o aconsejable, se esconde el hecho de que la capacidad adquisitiva de la población puede incrementarse de forma artificial gracias al crédito hipotecario fácil y a algunos otros mecanismos que induzcan a las familias a endeudarse. Simultáneamente, la banca ha de financiar a los promotores inmobiliarios, que proveerán la oferta, para asegurar el flujo continuo del capital, sentando así las bases de la burbuja especulativa.
Las edificaciones y el suelo de propiedad privada son bienes Inmuebles, y el suelo, además, no es susceptible de destrucción o deterioro. Esto los hace idóneos como garantía para la constitución de hipotecas y hace que el mercado de suelo y de inmuebles en general se comporte de forma muy diferente al del resto de bienes si no se regula adecuadamente el mercado  hipotecario, lo que implica el control público de las sociedades de tasación que valoran los inmuebles y la fijación de un importe máximo del crédito concedido en relación con el valor de tasación de los inmuebles hipotecados, entre otras medidas.
Todo parece indicar que el mercado hipotecario en España durante los años de la burbuja inmobiliaria careció de la suficiente regulación. Era habitual obtener créditos hipotecarios por el 100% o más del valor de tasación de las viviendas y las sociedades de tasación, vinculadas a los bancos o muy dependientes de ellos por ser sus clientes casi exclusivos, sobrevaloraban frecuentemente los inmuebles.
Esta desregulación del mercado hipotecario, junto a muchos otros factores, como la pobre política de vivienda que apenas fomentaba la vivienda de protección oficial y el alquiler social, la bajada de los tipos de interés hipotecarios, la desgravación fiscal por la compra de viviendas, el aumento de la población a causa de la inmigración, la escasa rentabilidad de la inversión en la industria y en los diferentes mercados internacionales, la adopción del euro, con el blanqueo de dinero negro que supuso, y el aumento del empleo basado en el propio auge del sector de la construcción y en la circulación del dinero de los créditos (aunque publicitado como un éxito de la economía española), animaron a endeudarse a muchas familias que, de repente, podían acceder a una vivienda en propiedad incluso sin disponer de ahorros.
La fuerte demanda basada en el crédito hipotecario fácil, junto con la sobrevaloración de los inmuebles por parte de las sociedades de tasación y los demás factores mencionados, unidos a una oferta que crecía a un ritmo menor, debido a la rigidez propia del mercado inmobiliario, y a la retención especulativa de suelos, hicieron subir los precios de la vivienda en España, lo que dio un nuevo aliciente para que muchos otros, incitados por la idea de una revalorización de su patrimonio, o por mero afán especulativo, hicieran lo mismo, creándose así un círculo vicioso según el cual el aumento en la venta de viviendas y el aumento de precio de las mismas se sucedían mutuamente, independientemente de la cantidad de suelo urbanizable previsto por el planeamiento, y contrariamente a lo que se decía pretender con la liberalización del suelo introducida por la ley 6/1998. Mientras tanto, los sucesivos gobiernos y la banca, entre otros, negaban la existencia de cualquier burbuja inmobiliaria.
De esta forma, entre 2004 y 2008 se constituyeron en España cuatro millones de hipotecas. En cada uno de los años 2003, 2004, 2005 y 2006 se empezaron a construir en España más viviendas que en Alemania y Francia juntas, y entre 2002 y 2007 el precio de la vivienda se duplicó. Para conceder esa extraordinaria cantidad de crédito, a fin de obtener un también enorme beneficio en concepto de intereses, la banca española tuvo que recurrir a grandes sumas de dinero en créditos que, a su vez, le concedía la banca de otros países. Hay que señalar, además, que, de acuerdo con la legislación española, la entrega del inmueble a la entidad financiera que concedía la hipoteca, no saldaba necesariamente la deuda, por lo que, tras el estallido de la burbuja inmobiliaria, y el desplome de los valores de los inmuebles, muchos españoles, además de perder su vivienda, tuvieron que soportar enormes deudas con los bancos y cajas de ahorros.
Aparte de los créditos interbancarios, otra técnica que posibilitó el crecimiento de la burbuja inmobiliaria española a través de la refinanciación por inversores extranjeros, fundamentalmente fondos de pensiones europeos, del enorme número de hipotecas concedidas, fue la denominada titulización, que convierte paquetes de hipotecas en bonos de la mayor calificación crediticia. Si las autoridades competentes españolas, Banco de España y Ministerio de Economía, hubieran limitado esta técnica, como sí en cambio hicieron las autoridades de otros países como Australia y Canadá, el número de hipotecas se hubiera reducido y por ende la presión de la demanda sobre los precios de la vivienda en España.
La crisis de las hipotecas subprime en Estados Unidos hizo que los bancos europeos y americanos desconfiaran entre sí de la solvencia de sus competidores, limitando drásticamente el crédito concedido y cortando la fuente de financiación que alimentaba la burbuja inmobiliaria en España, conduciendo al descenso en la venta de viviendas, a la crisis del sector inmobiliario, también endeudado con la banca, al aumento del desempleo, y al impago de parte de las deudas hipotecarias y a los consiguiente desahucios.
A consecuencia de la burbuja inmobiliaria y la posterior crisis, la deuda privada española, suma de la de las familias, las empresas y los bancos, constituía en 2012 el 83,5% de la deuda total española, que era de cuatro billones de euros (cuatro veces el PIB). En 2014 había en España 3,4 millones de viviendas vacías, más que en cualquier otro país de Europa, y los desahucios se contaban por cientos de miles desde el inicio de la crisis.
En conclusión, el aumento desproporcionado del precio de la vivienda entre 1998 y 2008 fue parejo al incremento desmedido de concesión de hipotecas, y el descenso del precio de la vivienda desde 2008 hasta 2014 fue igualmente parejo a la dificultad de obtención de crédito en esos años, confirmando ser la facilidad de obtener crédito hipotecario, junto con los factores anteriormente comentados que indujeron a la población a endeudarse en la compra de viviendas, las causas que explican el alza y descenso de precios de la vivienda y del suelo producidos en ambos periodos.

## La burbuja del alquiler en España
Durante la crisis económica española (2008-2014), las entidades financieras se convirtieron en propietarias de gran cantidad de inmuebles a consecuencia de los desahucios. Como ya ocurriera en las décadas anteriores, las reformas legislativas, junto con la escasez de viviendas en régimen de alquiler social, fomentaron de manera decisiva la formación de una nueva burbuja inmobiliaria en las grandes ciudades.
En 2009 se crea la figura de la Sociedad Cotizada Anónima de Inversión en el Mercado Inmobiliario, SOCIMI, sociedades de inversión que obtienen sus ingresos de los alquileres de sus propiedades inmobiliarias. La reforma, en 2012, de su legislación reguladora, que entre otras ventajas les otorga privilegios fiscales que se suman a los ya existentes para el arrendamiento de viviendas, y la Ley 4/2013, que modifica la Ley de Arrendamientos Urbanos, reduciendo el plazo mínimo de arrendamiento y otros derechos de los inquilinos, anima a los fondos de inversión a la compra de los activos inmobiliarios en manos de la banca y de viviendas en alquiler social privatizadas en 2013 por el Ayuntamiento y la Comunidad de Madrid. La misma SAREB, el llamado banco malo, a la que las entidades financieras transfirieron parte de sus activos inmobiliarios, además de vender inmuebles a los fondos de inversión, creará su propia SOCIMI.
Debido a la cantidad de inmuebles que acaparan, los fondos de inversión forman oligopolios y pueden influir en el mercado inmobiliario según su conveniencia. Aparte de esto, su estrategia consiste en rehabilitar edificios enteros, imponiendo derramas a otros propietarios, si los hay, a fin de elevar drásticamente los alquileres y maximizar sus beneficios. Esto conduce, a menudo, a desahucios por impago del alquiler, y al acoso inmobiliario sobre aquellos inquilinos amparados por contratos de arrendamiento antiguos a los que no pueden subir las rentas.
Pero al alza de los alquileres contribuye también, por una parte, el aumento de la demanda de vivienda en alquiler a causa de la limitación de los créditos hipotecarios concedidos a una población precarizada como consecuencia de la crisis económica, y por otra, la reducción de la oferta residencial en el centro de las principales ciudades derivada de la conversión de viviendas en apartamentos turísticos, mucho más rentables, propiciada por el auge del turismo, lo que se traduce en la gentrificación de los barrios céntricos y la expulsión de su población original a las afueras, donde los alquileres también suben a consecuencia del aumento de la demanda.
Durante estos años, algunas Administraciones y especialmente los ayuntamientos más afectados tomaron medidas para combatir las causas de la subida de los alquileres, con gran oposición de otras administraciones, partidos y agentes económicos, y se multiplicaron las acciones legales orientadas a revertir posibles abusos en este ámbito. También el gobierno del PSOE promovió la aprobación del Real Decreto-ley 7/2019, con diversas medidas en el mismo sentido, sin incluir entre ellas la posibilidad de limitar los precios de los alquileres en algunas zonas, como reclamaban los partidos a su izquierda. Según el Banco de España, los precios medios de los alquileres subieron un 50% en España entre 2014 y 2019.
En la primavera de 2023 fue aprobada la Ley 12/2023 por el derecho a la vivienda, primera ley española que permite a las Comunidades Autónomas y Ayuntamientos establecer limitaciones a los precios del alquiler en zonas en las que el mercado se considerada tensionado, además de otras medidas de protección de los inquilinos y del parque público de viviendas, y de establecer recargos y rebajas fiscales para desincentivar el mantenimiento de viviendas vacías y estimular el alquiler a precios moderados, y el Gobierno anunció dos medidas relativas a la vivienda: la concesión de avales del ICO a jóvenes y familias con hijos menores para la obtención de créditos hipotecarios, una medida aplicada ya por la derecha en las Comunidades Autónomas donde gobierna, rechazada por los partidos de izquierdas, incluyendo los socios minoritarios de la coalición, y aplaudida por la banca, y la puesta a punto de 183.000 viviendas públicas de alquiler asequible, lo que fue matizado por el propio Gobierno y recibido en general con escepticismo.